# Mont-Bertrand
Pour les articles homonymes, voir Mont.
Mont-Bertrand, ou Montbertrand, est une ancienne commune française, située dans le département du Calvados en région Normandie, devenue le 1er janvier 2016 une commune déléguée au sein de la commune nouvelle de Souleuvre en Bocage.
Elle est peuplée de 224 habitants.

## Géographie
Limitrophe du département de la Manche, le territoire est situé sur les hauteurs d'un synclinal au nord du Bocage virois. Son bourg est à 8,5 km au nord-ouest du Bény-Bocage, à 9 km au sud-ouest de Saint-Martin-des-Besaces, à 10 km au sud de Torigni-sur-Vire et à 17 km au nord de Vire.
Le territoire est longé au nord-ouest par la route départementale no 675 (ancienne route nationale 175) reliant Pont-Farcy au sud-ouest à Saint-Martin-des-Besaces au nord-est. L'ouest est bordé par la D 674 (ancienne route nationale 174, D 974 dans la Manche) joignant Vire au sud à Torigni-sur-Vire et Saint-Lô au nord-ouest et qui croise la D 675 en dehors du territoire, au lieu-dit le Poteau. L'est est bordé par la D 56 (D 186 dans la Manche) reliant Le Bény-Bocage au sud-est à Torigni-sur-Vire au nord-ouest et qui croise la D 675 au nord. Achevant l'encadrement routier du territoire au sud-est, la D 185 permet de rejoindre Campeaux et la D 674 au sud-ouest et La Ferrière-Harang à l'est. Le bourg est accessible par la D 185b qui le relie à la D 56 au nord et à la D 185 au sud-ouest. La commune est desservie par l'autoroute A84 dont la sortie no 40 est située sur la commune voisine de Guilberville.
Mont-Bertrand est dans le bassin de la Vire. Les eaux du territoire sont collectées par son affluent le ruisseau du Moulin qui la rejoint au sud à Campeaux, gonflé de ses quelques courts affluents dont le ruisseau de la Fontaine du Champ du Gué au nord-est.
La cote 240 mètres est atteinte en plusieurs endroits de la commune (Les Écasseries, Bel Air, Le Colombier) sans dépasser 247 mètres (Bel Air est néanmoins sur une pente atteignant 262 mètres à Guilberville). Le point le plus bas (102 m) correspond à la sortie du ruisseau du Moulin du territoire, au sud. La commune est bocagère.
| Guilberville (comm. nouv. de Torigny-les-Villes, Manche)                                                       | Guilberville (comm. nouv. de Torigny-les-Villes, Manche) | Saint-Martin-des-Besaces (comm. nouv. de Souleuvre en Bocage), La Ferrière-Harang (comm. nouv. de Souleuvre en Bocage) |
| Guilberville (comm. nouv. de Torigny-les-Villes, Manche), Bures-les-Monts (comm. nouv. de Souleuvre en Bocage) | Mont-Bertrand                                            | La Ferrière-Harang (comm. nouv. de Souleuvre en Bocage)                                                                |
| Campeaux (comm. nouv. de Souleuvre en Bocage)                                                                  | Campeaux (comm. nouv. de Souleuvre en Bocage)            | Campeaux (comm. nouv. de Souleuvre en Bocage)                                                                          |

## Toponymie
Le nom de la localité est attesté sous les formes Muntbertone en 1165 - 1179; Montberton en 1375; Montbertron et Monsberton au XIVe siècle. Mont, utilisé dans beaucoup de toponymes, est justifié par le relief. Le second élément -Bertrand représente l'anthroponyme germanique Berto (ancien cas régime Berton), altéré d'abord par l'insertion d'un second r, phénomène phonétique que l'on constate aussi dans Martragny par exemple.
Le gentilé est Mont-Bertonais.

## Histoire
Vers 1100, le fief de Montbertrand appartient à Guillaume Picoth. Sous l'Ancien Régime, il fait partie du bailliage de Thorigny et dépend donc des seigneurs de Matignon.
Un chemin montais passe par Montbertrand. Venant de Caen, les pèlerins empruntaient le plus souvent l'axe Caen - Villers-Bocage - Villedieu qui passait à l'époque un peu plus au sud que l'actuelle D 675, par le Champ Dimet.
Le 1er janvier 2016, Mont-Bertrand intègre avec dix-neuf autres communes la commune de Souleuvre-en-Bocage créée sous le régime juridique des communes nouvelles instauré par la loi no 2010-1563 du 16 décembre 2010 de réforme des collectivités territoriales. Les communes de Beaulieu, Le Bény-Bocage, Bures-les-Monts, Campeaux, Carville, Étouvy, La Ferrière-Harang, La Graverie, Malloué, Montamy, Mont-Bertrand, Montchauvet, Le Reculey, Saint-Denis-Maisoncelles, Sainte-Marie-Laumont, Saint-Martin-des-Besaces, Saint-Martin-Don, Saint-Ouen-des-Besaces, Saint-Pierre-Tarentaine et Le Tourneur deviennent des communes déléguées et Le Bény-Bocage est le chef-lieu de la commune nouvelle.

## Politique et administration
| Période                                  | Période       | Identité        | Étiquette | Qualité                        |
| ---------------------------------------- | ------------- | --------------- | --------- | ------------------------------ |
| ?                                        | mars 2008     | Lucien Le Camus | SE        |                                |
| mars 2008                                | mars 2014     | Pierre Mulot    | SE        | Cadre EDF                      |
| mars 2014                                | décembre 2016 | Monique Pigné   | SE        | Retraitée conseiller financier |
| Les données manquantes sont à compléter. |               |                 |           |                                |

Le conseil municipal était composé de onze membres dont le maire et deux adjoints. Lors de l'élection municipale 2014, une liste de onze femmes a été constituée ; neuf ont été élues. Au premier trimestre 2015, la municipalité subit une série de démissions, provoquant de nouvelles élections. Les conseillers restants intègrent le conseil municipal de Souleuvre-en-Bocage le 1er janvier 2016 jusqu'en 2020 et Monique Pigné devient maire délégué.

## Démographie
En 2022, la commune comptait 224 habitants. Depuis 2004, les enquêtes de recensement dans les communes de moins de 10 000 habitants ont lieu tous les cinq ans (en 2005, 2010, 2015, etc. pour Mont-Bertrand) et les chiffres de population municipale légale des autres années sont des estimations.
Mont-Bertrand a compté jusqu'à 611 habitants en 1806.
| 1793 | 1800 | 1806 | 1821 | 1831 | 1836 | 1841 | 1846 | 1851 |
| ---- | ---- | ---- | ---- | ---- | ---- | ---- | ---- | ---- |
| 544  | 562  | 611  | 553  | 536  | 504  | 492  | 460  | 451  |

| 1856 | 1861 | 1866 | 1872 | 1876 | 1881 | 1886 | 1891 | 1896 |
| ---- | ---- | ---- | ---- | ---- | ---- | ---- | ---- | ---- |
| 432  | 426  | 423  | 415  | 406  | 409  | 387  | 363  | 340  |

| 1901 | 1906 | 1911 | 1921 | 1926 | 1931 | 1936 | 1946 | 1954 |
| ---- | ---- | ---- | ---- | ---- | ---- | ---- | ---- | ---- |
| 332  | 326  | 330  | 296  | 329  | 324  | 270  | 307  | 285  |

| 1962 | 1968 | 1975 | 1982 | 1990 | 1999 | 2005 | 2010 | 2015 |
| ---- | ---- | ---- | ---- | ---- | ---- | ---- | ---- | ---- |
| 249  | 209  | 192  | 141  | 175  | 204  | 226  | 243  | 239  |

| 2018 | - | - | - | - | - | - | - | - |
| ---- | - | - | - | - | - | - | - | - |
| 248  | - | - | - | - | - | - | - | - |

## Lieux et monuments

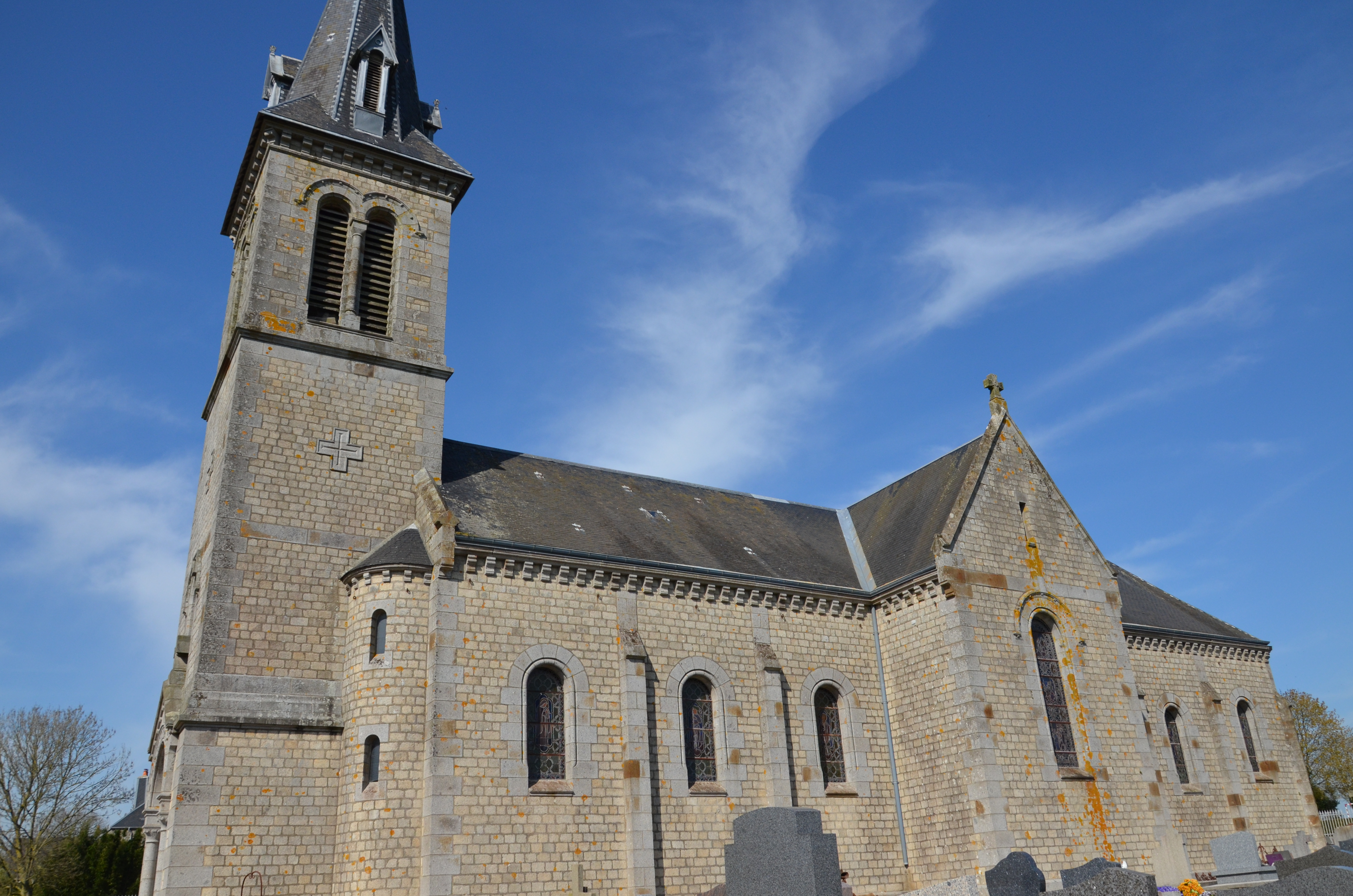
L'église Saint-Martin.

- Église Saint-Martin, clocher du XVIIIe siècle, abritant un bas-relief en pierre polychrome, représentant une Vierge à l'Enfant du XVIe siècle, classé à titre d'objet aux Monuments historiques[18].
- Motte castrale[19].